# Rámakrisna
Eredeti nevén Gadádhar/Gadáhára Csattopadhjájá/Csattérdzsí (bengáli: গদাধর চট্টোপাধ্যায়), megtisztelő kapott nevén Srí Rámakrisna vagy Paramahansza Rámakrisna (bengáli: রামকৃষ্ণ পরমহংস, angol: Ramakrishna Paramahamsa), (Bengália, 1836. február 18. – Kalkutta, 1886. augusztus 16.) a 19. századi India egyik legnagyobb spirituális alakja, bengáli misztikus, jógi és szent, az ország vallási megújulásának és a megújított védánta (új-védánta) filozófiának egyik fő mestere volt. Számtalan követője az egész világon Visnu avatárának vagy inkarnációjának tartja.
Számos vallási hagyomány hatott rá, köztük a saktizmus, a tantra, a bhakti és az advaita védánta.
Amellett, hogy racionális gondolkodású, bölcs és tudatos tanító hírében állt, rendkívüli tudatállapot-változásokat élt át, időnként szent önkívületbe esett, máskor órákon át kacagott, sírt vagy éppen táncra perdült. Az ilyen spontán átélései miatt szokták őt „Isten szent bolondjának” is nevezni. Miközben Rámakrisna ezeket átélte, még feleségét, a szintén szentnek tartott Száradá Dévit is olyan erős félelem fogta el, hogy alig mert a Mester közelében maradni.
A nevéhez gyakran csatolt paramahansza (vagy paramahamsza), egy szanszkrit vallási-teológiai cím, amit magas rangú hindu spirituális tanítóknak adományoznak.

## Élete
Csattérdzsí, a későbbi Srí Rámakrisna 1836. február 18-án született Kámárpukarban, az indiai Bengál egyik eldugott falujában, ortodox bráhmana család gyermekeként. 
Világrajövetele előtt szüleinek látomásai voltak azzal kapcsolatosan, hogy gyermekük szent ember, isteni megtestesülés lesz. 
Már gyermekként többször révületbe esett; első, szamádhinak nevezett szellemi élményét hatéves korában élte át. Sokáig nem evett, nem aludt, annyira szerette volna meglátni az Indiában oly nagyra tartott Isteni Anyát, Kálít. 
Néhány évvel apja halála után, 16 éves korában legidősebb testvérével, Rámkumárral Kalkuttába ment.
Beállt szolgának egy Kalkutta közelében fekvő Daksinéswar-i Kálí-templomba, ahol mély, intuitív állapotban megtapasztalhatta az Isteni Anya lényét. Ettől kezdve Kálí Rámakrisna földi útjának pártfogója és irányítója lett. 
(Egyes valláskutatók úgy tartják, hogy a hinduk – bár ábrázolásukban különböznek egymástól – Kálíban ugyanazt a lényt tisztelték, mint akit a nyugati kultúrában Ízisz Szófiaként, Boldogasszonyként csodálnak.)
Élményét követően Rámakrisna szeme és arca annyira ragyogott, hogy az embereknek el kellett takarni saját szemüket, ha ránéztek. Innentől kezdve csodás történések kísérték életét. 
Anyja sürgetésére 24 éves korában megházasodott, de ekkor a hozzáadott lány – indiai szokások szerint igen fiatal, – még csak 5 éves volt. A házasság után a "felesége" még otthon maradt, és csak 18 évesen csatlakozott hozzá Daksinésvárban. Felesége először bolondnak hitte, de férje alázatos szerénységét látva végül megértette és "megtért".
Rámakrisna Kálíval való kapcsolata tovább erősödött: hosszú ideig Jézussal a karjában látta az Égi Anyát. Átélt egy mély Krisztus-élményt is, miközben Kálí hangját hallotta: „Ez Krisztus, aki a világ megváltásáért ontotta vérét.” 
30 éves korában fél éven át az Istennel való egység nirvikalpa szamádhinak nevezett zavartalan állapotában maradt. Teste nem adott életjelt. A hagyomány szerint ezt az állapotot az emberi szervezet nem bírja 28 napnál tovább, Rámakrisna azonban Kálí utasítására épségben visszatért. Ezt követően India minden létező vallási iskoláját végigjárta egyesítvén magában az ott megszerezhető bölcsességet, és megmutatta, hogy odaadással végezve minden egyes vallás Istenhez vezet. 
Rámakrisnának ekkor már szinte korlátlan uralma volt a világ felett. Idővel egyre többen mentek hozzá és hallgatták tanításait. Sokan a tanítványai lettek, köztük a későbbi Vivékánanda. Mint mester rendkívül szigorú követelményeket támasztott, aki azonban mellette maradt, annak fölgyorsult a spirituális fejlődése. Tanítványaiból tizenkettőt emelt ki.
Szenvedéseit, amennyire lehetett, másoknak nem mutatta. Azt mondják róla, hogy halálos betegségével, a gégerákkal az emberiség és a tanítványai helyett szenvedett, és kivette részét a világ megváltásának munkájából.

## Halála után
1886-ban, Kalkuttában bekövetkezett halálát követően felesége és tanítványai vitték tovább az életművét. Tanítványai, – akik szvámivá (szerzetesekké) váltak, – úgy döntöttek, hogy egész Indiában és a világ minden táján hirdetik mesterük tanításait. Emellett spirituális központokat létesítettek Indiában, valamint a világban.
Fő tanítványa, Szvámi Vivékánanda Kalkutta közelében megalapította a Rámakrisna Math-ot, valamint a Rámakrisna Missziót  (1897), hogy jótékonysági és szociális munkát végezzen. A szervezet elsősorban az advaita védánta filozófiát terjeszti és a négy fő jóga utat - dzsnyána, bhakti, karma és rádzsa-jógát.
A Rámakrisna Misszió és a több mint 30 országban szerveződött vallási központok segítették a mester küldetését. 
Rámakrisna életének főbb helyszínei zarándokhelyekké váltak.

## Magyarul
- Malik Tóth István: Az isteni hattyú. Srí Rámakrisna Paramahansza élete és tanítása; Ursus Libris, Bp., 2006
- Idézetek; ford. Milisits Tamás; Madal Bal, Bp., 2020
- Śrī Rāmakṛṣṇa evangéliuma [Srí Rámakrisna evangéliuma]; Swami Nikhilananda angol fordítása (The Gospel of Sri Ramakrishna) alapján; Bp., 2021

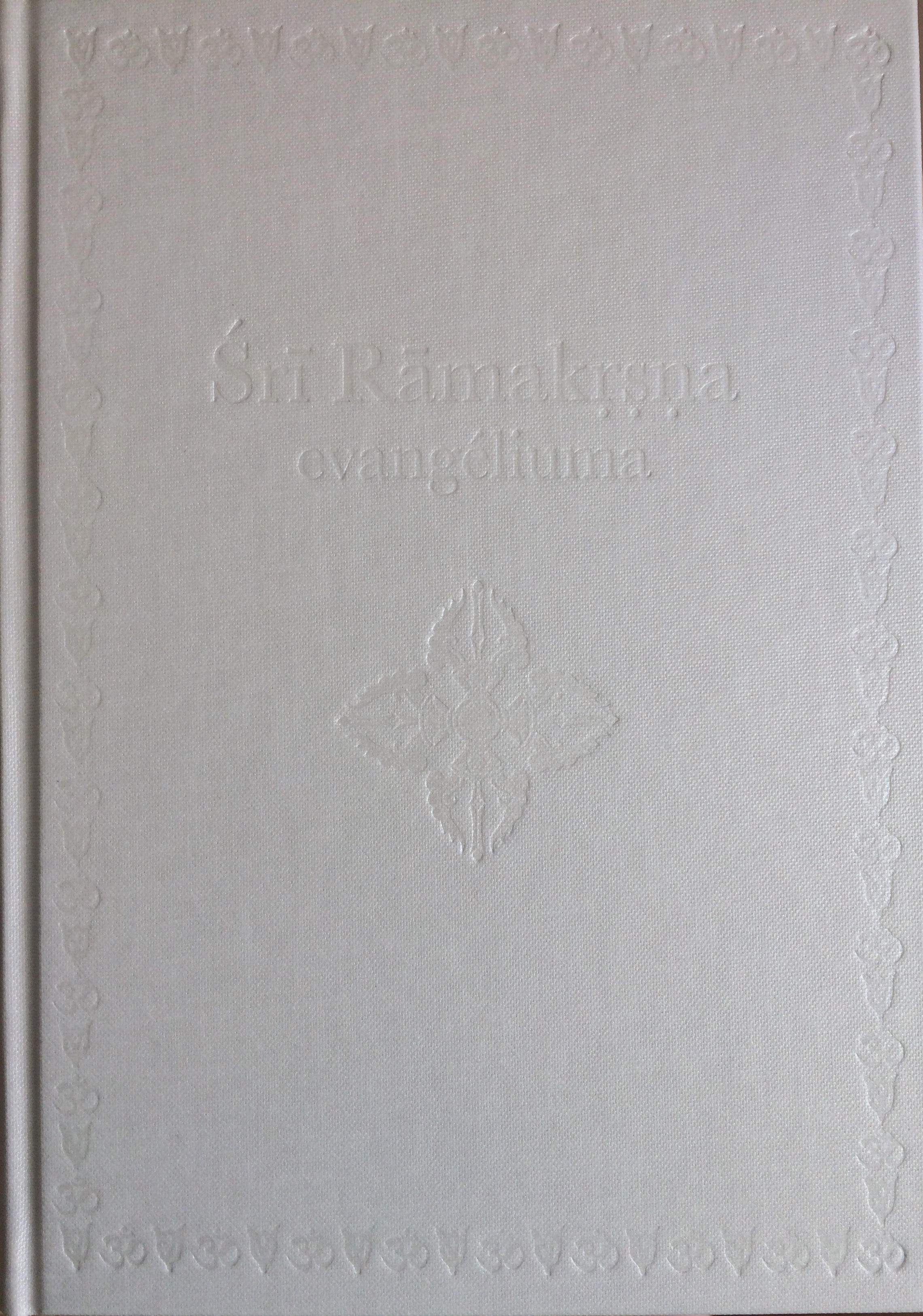
Sri Rámakrisna evangéliuma; magyar nyelvű kiadás Bp., 2021

- Sri Rámakrisna evangéliuma; magyar nyelvű kiadás Bp., 2021Sri Rámakrisna evangéliuma; közel 1100 oldal; magyar nyelvű kiadás Bp., 2021

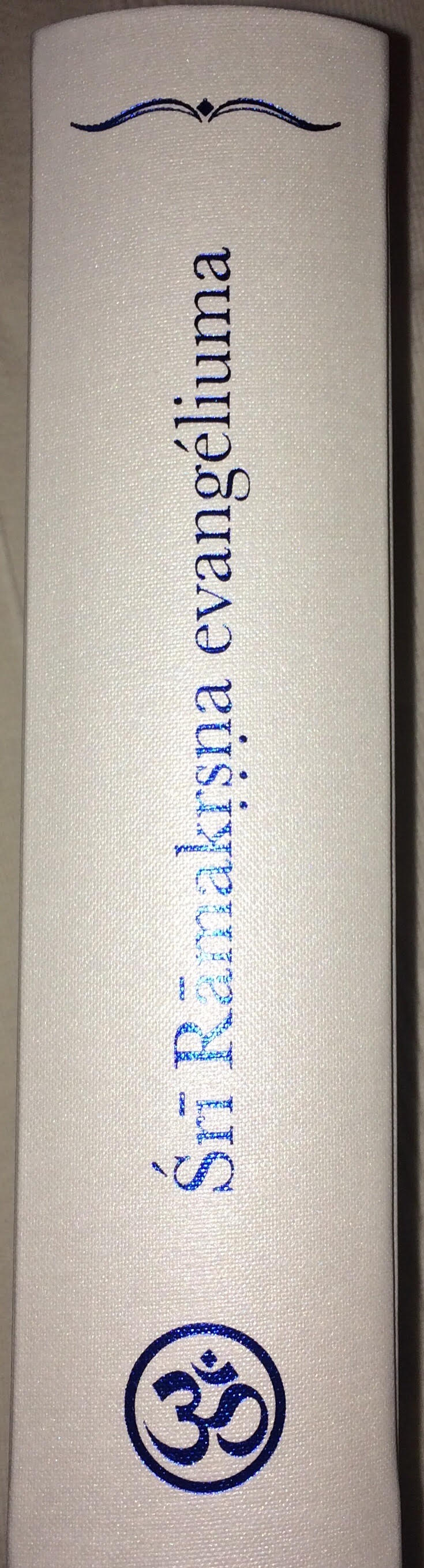
Sri Rámakrisna evangéliuma; közel 1100 oldal; magyar nyelvű kiadás Bp., 2021